# Branko Elsner
Branko Elsner (Ljubljana, 23 november 1929 - 17 november 2012) was een Sloveens voetbaltrainer.

## Carrière
In 1964 startte Elsner zijn trainerscarrière bij zijn Olimpija Ljubljana in de Yugoslav Second League. Met deze club werd hij in 1965 kampioen en promoveerde de club naar de Prva Liga. Tussen 1968 en 1976 trainde hij FC Wacker Innsbruck. Met deze club werd hij in 1975 kampioen van de Oostenrijks voetbalkampioenschap. In 1985 werd Elsner coach van Oostenrijks voetbalelftal.